# Sanningsrörelsen

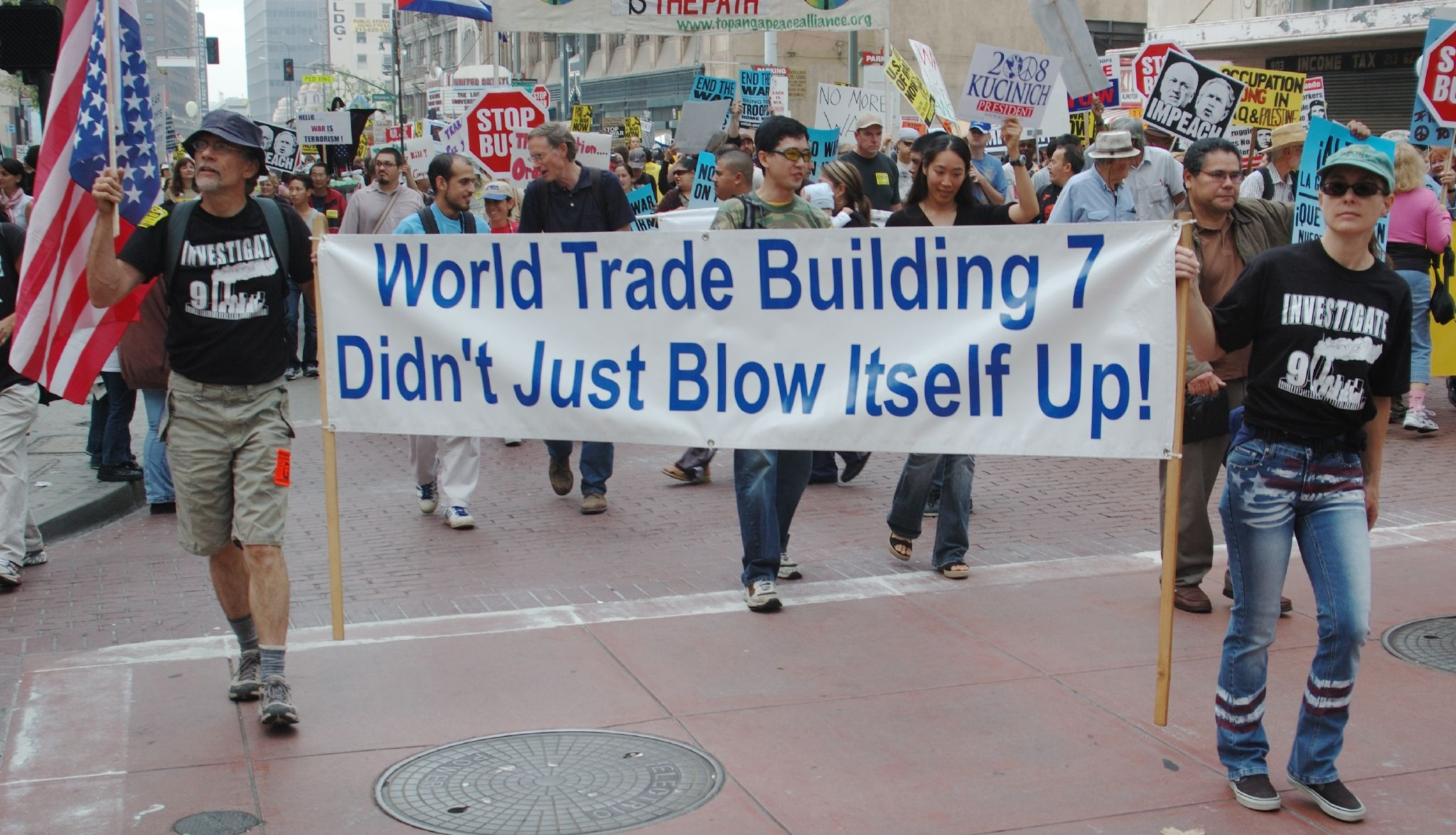
Företrädare för Sanningsrörelsen demonstrerar i Los Angeles.

Sanningsrörelsen (engelska: The Truth Movement eller The 9/11 Truth Movement) är en löst sammansatt rörelse byggd på konspirationsteorier. Personerna och organisationerna inom rörelsen ifrågasätter bland annat den officiella förklaring till 11 september-attackerna som lägger skulden för attentatet på terrornätverket al-Qaida. Vissa personer i rörelsen hävdar istället att den amerikanska regeringen antingen iscensatte det hela, eller lät bli att stoppa det, för att berättiga president George W. Bushs krig mot terrorismen. De menar att de officiella utredningar som företagits (till exempel av Kommissionen för terrorattackerna mot USA) är bristfälliga och efterlyser nya utredningar. Journalisten Lev Grossman menar att Sanningsrörelsen inte är en liten grupp utan kallar det en "mainstream political reality" och påpekar att en undersökning visat att 36 procent av de tillfrågade funnit det sannolikt att regeringen antingen lät attackerna fullbordas eller själva låg bakom dem.

## Förgrundspersoner
Bland förgrundspersonerna kan nämnas teologen David Ray Griffin, fysikern Steven E. Jones, mjukvarudesignern Jim Hoffman, lektorn Niels Harrit, arkitekten Richard Gage, dokumentärfilmaren Dylan Avery, före detta ledamoten av USA:s representanthus Cynthia McKinney, skådespelarna Ed Asner och Charlie Sheen samt journalistern Thierry Meyssan. Internet är ett viktigt forum för rörelsen att hålla kontakt och sprida information. Medlemmar i rörelsen driver en rad olika bloggar och webbplatser.

## Rörelsens idéer och synsätt
Flera av Sanningsrörelsens idéer presenteras i Dylan Averys film Loose Change som publicerats på internet. Vanliga uppfattningar inom Sanningsrörelsen är, förutom regeringens inblandning, att World Trade Centers tvillingtorn inte kan ha kollapsat av eldsvådan utan att de måste ha demolerats med hjälp av sprängladdningar och att Pentagon inte träffades av ett flygplan utan av en missil.

## Organisationer

### Architects & Engineers for 9/11 Truth

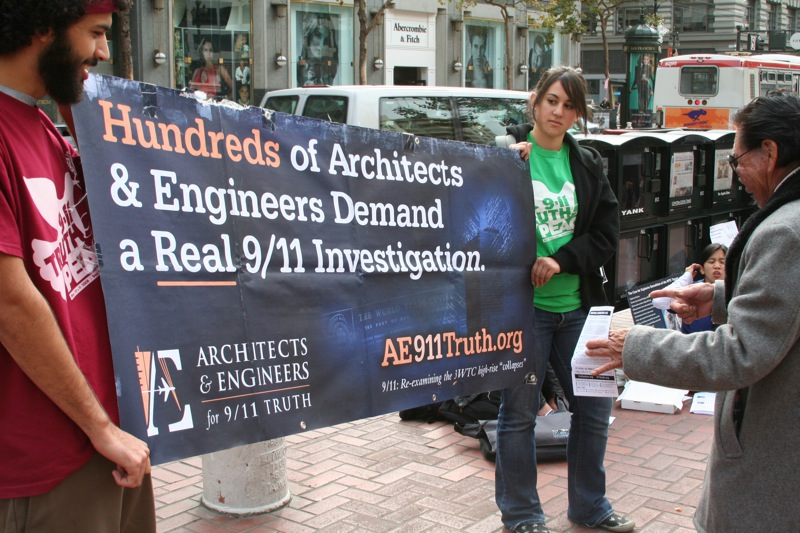
Två personer håller upp texten Architects & Engineers for 9/11 Truth.

Architects & Engineers for 9/11 Truth är en organisation för professionella arkitekter och ingenjörer som är skeptiska till den officiella beskrivningen av 9/11.

### 9/11 Truth
9/11 Truth grundades i juni 2004 och har blivit en övergripande organisation för rörelsen i stort. Organisationen leds av Janice Matthews, David Kubiak (International Campaign Advisor) och Mike Berger (Media Coordinator) med flera.  

## Sanningsrörelsen i Sverige
Sanningsrörelsen i Sverige beskrivs i en rapport från FOI som en heterogen rörelse som bland annat består av nyandliga, radikalnationalistiska, samt vaccin- och vetenskapskritiska grupperingar. Gemensamt är att de ser sig som sanningssägare och frihetskämpar som anser att de genomskådat statens, vetenskapens och eliternas konspirationer, korruption och lögner.

### Mediekanaler
2004 startades nätsajten Vaken.se som under de följande decennierna har spridit konspirationsteorier, bland annat om hur makthavare genom vaccinering, flygplansbesprutning (chemtrails) och genmanipulerade grödor påstås styra allmänheten. Vaken.se beskriver sig själv som ”alternativmedia”.
Bland de plattformar som främst publicerar artiklar som anknyter till Sanningsrörelsen finns förutom Vaken även Newsvoice, och den radikalnationalistiska nyhetssidan Nya dagbladet. Alla tre publikationerna har kategoriserats av forskare som alternativa medier med antisystemisk åsiktsriktning.

## Kritik
Sanningsrörelsen, eller delar av den, har kritiserats för antisemitism.